# Наньчанская операция
Наньчанская операция (яп. 南昌作戦) — боевые действия в окрестностях Наньчана, провинция Цзянси, между китайской национально-революционной армией и японской императорской армией во время японо-китайской войны (1937—1945). Первая крупная операция, проведённая японской армией после сражения при Ухане. Эта битва длилась 54 дня (с 17 марта по 9 мая 1939 года) и закончилась победой японских войск.

## Военно-стратегическая ситуация
После падения Нанкина японские военно-воздушные силы нанесли дальние удары с недавно захваченных авиабаз в Нанкине по целям в Наньчане, включая основную базу китайских ВВС в Цинъюньпу. Несмотря на тяжелые потери многих пилотов-ветеранов и большей части техники в ходе битвы за Шанхай, битвы за Тайюань и битвы за Нанкин, китайские ВВС были возрождены благодаря китайско-советскому пакту о ненападении и оказываемой советской помощи. Китайские пилоты продолжали бои в воздухе над Наньчаном, отбивая японские бомбардировщики. После захвата японцами Уханя, он стал базой 11-й армии. 
Наньчан был железнодорожным узлом и западной конечной станцией железной дороги Чекян-Хунань, являясь главной линией снабжения между Третьей и Девятой зонами военных действий НРА. Кроме того, именно с его аэродромов можно было угрожать судоходным путям на реке Янцзы. Китайское правительство реорганизовало систему командования в Девятой зоне: Чэнь Чэн остался её командующим, в то время как Сюэ Юэ был назначен для проведения операций. Китайское командование сконцентрировало под Наньчаном 52 дивизий (200 000 человек), но их материально-техническое обеспечение оставляло желать лучшего.
Еще в июле 1938 года во время штурма Уханя японские войска пытались приблизиться к Наньчану, но их продвижение было остановлено китайскими защитниками на реке Сюйшуй. Китайские позиции были хорошо укреплены. До конца года обе стороны оставались неподвижными по обеим сторонам реки.

### Япония
11 - я армия- ген. Ясудзи Окамура
- 6 - я дивизия- генерал-лейтенант Сиро Инаба[9]

- 9-я пехотная бригада
  -     - 11-й пехотный полк
    - 41-й пехотный полк

  - 21-я пехотная бригада
    - 21-й пехотный полк
    - 42-й пехотный полк

  - 5-й горный артиллерийский полк
  - 5-й кавалерийский полк
  - 5-й инженерный полк
  - 5-й транспортный полк
- 101-я дивизия - лейтенант Гэн Масатоси Сайто[9]
  - 101-я пехотная бригада
    - 101-й пехотный полк
    - 149-й пехотный полк

  - 102-я пехотная бригада
    - 103-й пехотный полк
    - 157-й пехотный полк

  - 101-й полевой артиллерийский полк
  - 101-й кавалерийский полк
  - 101-й инженерный полк
  - 101-й транспортный полк
- 106-я дивизия * - генерал-лейтенант Ацуо Мацуура[9]
  - 111-я пехотная бригада
    - 113-й пехотный полк
    - 147-й пехотный полк

  - 136-я пехотная бригада
    - 125-й пехотный полк
    - 145-й пехотный полк

  - 106-й полевой артиллерийский полк
  - 106-й кавалерийский полк
  - 106-й инженерный полк
  - 106-й транспортный полк
- Танковая часть Ишии - полковник. Исии[10]
  - 5 - й танковый батальон- полковник Ишии
  - 7-й танковый батальон - лейтенант. Полковник Кусуносе
  - 7 - я независимая танкетная рота- капитан Ямада
    - [Все бронетанковые части вместе составляли 76 средних танков типа 89 и 59 танкеток типа 94]

  - 2-й батальон 147-го пехотного полка /106-й дивизион[11]
  - 1-я рота 3-го отдельного инженерного полка[11]
  - 1 взвод 8-й дивизионной транспортной части[11]
- 120-й кавалерийский полк - Сейндзи Хасекава[8]
- 22-й артиллерийский полк. - Хукити Накахира[8]
- ШТАБ 6 - й полевой тяжелой артиллерийской бригады-генерал-майор ген. Сумита[12]
  - 13-й полевой тяжелый артиллерийский полк [15-см гаубицы] подполковник Н. Окоши[12]
  - 14-й полевой тяжелый артиллерийский полк [15-см гаубицы] подполковник Н. Маруяма[12]
  - 10-й полевой тяжелый артиллерийский полк [15-см гаубицы] подполковник Н. Нагая[12]
  - 15-й отдельный полевой тяжелый артиллерийский полк [10-см пушки] полковник дж. Хорикава[12]
- 101-й полевой артиллерийский полк [75-мм полевые орудия] подполковник Н. Ямада[12]
- 3-й Отдельный горный артиллерийский полк [75-мм горные орудия] подполковник А. Морикава[12]
- 106-й полк полевой артиллерии [75-мм полевые орудия] подполковник Уга[12]
- 2-й батальон/2-й независимый горнострелковый полк [75-мм горнострелковые орудия] майор Мацумото[12]

Военно - морской: T Операция флота-контр-адмирал Кейдзиро Гога
- Основной блок
  - 1-я базовая сила
  - Аска
- Расширенный блок
  - Хира
  - Футами
- Арьергард
  - Котака
  - 2-я Канонерская лодка
  - 3-я Канонерская лодка
- Передовая гвардия
  - 1-й тральщик и другие малые суда, включая Сумиеси Мару и Хаясе
  - Куре 5-й СНЛФ
  - 4-я Канонерская лодка

Военно-морские военно-воздушные силы:
- Воздушный блок[11][13]
  - Речной самолет Подразделение 1-й базовой силы
  - 12-я воздушная единица Кокутай

Военно - воздушные силы армии: 3-я летная группа-генерал-майор Дж. Сугавара
- Независимая 17 - я летучая эскадрилья 
  - Тип самолета, Разведывательная эскадрилья
- 45-й летающий Сентай, база: Центральный Китай
  - Тип самолета-Легкий бомбардировщик
- 75 - й летающий Сентай, база: Центральный Китай
  - Тип самолета-Легкий бомбардировщик
- 77 - й летающий Сентай, база: Учан

Примечания:
- 9-я дивизия в районе Юэ-Линьсян[8].
- 3-я, 13-я, 116-я дивизии к северу от реки Янцзы. Китайские войска 5-го военного округа[8].
- Участвовала только часть 106-й дивизии[8].
- Флот операции Т имел более 30 кораблей и 50 моторных лодок, а также один батальон морской пехоты

### Китай
9 - я зона военных действий- Чэнь Чэн
- 19 - я группа армий- Ло Чо-ин
  - 79-й корпус - Ся Чу-чун
    - 118 - я дивизия- Ван Лин-юн
    - 76-я дивизия - Ван Лин-юн
    - 98-я дивизия - Ван Чиа-пен

  - 49-й корпус - Лю Туо-чуань
    - 105 - я дивизия- Ван Ти-хань
    - 9-я рес. дивизия - Чанг Йен-чуань

  - 70-й корпус - Ли Чуэ
    - 19 - й дивизион-Ли Чуэ (параллельный)
    - 107 - я дивизия- Туан Хэн

  - 32-й корпус - Сун Кен-тан
    - 139-я дивизия - Ли Чао-ин
    - 141-я дивизия - Тан Юн-лян
    - 142-я дивизия - Фу Ли-пин

  - 5-й дивизион Рэс - Цзэн Чиа-чу
  - Гарнизон озера Поян - Цзэн Чиа-чу
    - 3 Регты Сил сохранения мира Киангси

  - Партизанское командование Лу Шаня - Ян Юй-чэнь
    - 2 полка
- 74-й корпус - Ю Чи-ши
  - 51-я дивизия - Ван Яо-у
  - 58-я дивизия - Фэн Шэн-фа
  - 60-я дивизия - Чэнь Пэй
- Хунань - Хупэй - Кианси Пограничный район Партизанское командование - Фан Сун-пу
  - 8 - й корпус-Ли Юй-тан
    - 3-й дивизион - Чао Си-тянь
    - 197-я дивизия - Тин Пин чуань

  - 73-й корпус - Пэн Вэй-чжэнь
    - 15-й дивизион - Ван Чи-пин
    - 77-я дивизия - Лю Чу-мин

  - 128-я дивизия - Ван Цзин-цай
  - 1 - е партизанское командование- Кунг Хо-чун
    - 4 колонны
- 1 - я группа армий - Лунг Юн, Деп. Cdr. - Лу Хань
  - 58-й корпус - Сун Ту
    - Новый 10 - й дивизион- Лию Чэн-фу
    - 183-я дивизия - Ян Хун-куан

  - 3-й корпус - Чан Чун
    - 184 - я дивизия- Чан Чун (параллельная)
    - Новая 12-я дивизия - Кунг Хсун-пи

  - 60-й корпус - Ан-пу
    - 182-я дивизия - Ан-пу (одновременная)
    - Новая 11-я дивизия - Кунг Хсун-пи
- 30-я группа армий - Ван Лин-чи
  - 78-й корпус
    - Новый 13-й дивизион - Лю Чэн-фу
    - Одна бригада Новой 16 - й дивизии

  - 72-й корпус - Хань Сянь-пу
    - Новый 14-й дивизион - Фан Нан-суан
    - Новая 15-я дивизия - Тэн Куо-чэн 32-я группа армий - Шанкуань Юн-сян
      - 29-й корпус - Чэнь Ань-Пао
        - 26-я дивизия - Лю Юй-цзин

      - 25 - й корпус- Ван Цзин-цзю
        - 79-я дивизия
        - 5-я резервная дивизия

      - 28-й корпус 
        - 16-я дивизия

      - 91-й корпус
        - 10-я резервная дивизия

      - 102 - я дивизия

## Ход сражения

### Бои на реке Сюйшуй
Весной 1939 года японские войска под непосредственным командованием Ясудзи Окамуры, получив подкрепления, начали новое наступление на Наньчан. 20 марта был проведён массированный артиллерийский обстрел китайских укреплений на другом берегу реки Сюйшуй. В дополнение к обычному артогню, японцы также использовали ядовитый газ. Под прикрытием артиллерийского огня японские саперы смогли быстро установить мосты, что позволило танкам перебраться через реку. 

### Захват Наньчана
К 26 марта японские войска при поддержке танков прорвались с плацдарма на реке Сюйшуй. Им удалось продвинуться до окраин Наньчана, разгромив китайские подкрепления. Город был окружен и пал на следующий день, 27 марта. Благодаря использованию танков, японцам удалось взять город со значительно меньшими потерями, чем планировалось.
В течение марта и апреля японская армия продолжала расчищать регион вокруг Наньчана.

### Китайское наступление
Несмотря на потерю Наньчана, китайские войска в Цзянси продолжают держать оборону. Когда в конце апреля часть японских войск была переброшена для поддержки операций в других районах, китайское командование спланировало наступление с целью вернуть город.
21 апреля с севера, запада и юга от Наньчана началось внезапное наступление китайских войск. Вначале 1-я армия (60-я и 58-я дивизии) атаковала с севера. Позже к ним присоединились 74-я и 49-я армии, прорвавшие японскую оборону. После пяти дней безостановочного продвижения с юга 32-я армия окрестностей Наньчана. На протяжении всего китайского наступления японцы сохранили контроль над рекой Сюйшуй, что позволило им постоянно получать припасы и подкрепления.

### Японское контрнаступление
Начиная с 27 апреля, японцы начали контрнаступление против южной группировки китайских войск. При поддержке тяжелой артиллерии и авиации японцы отбили несколько своих опорных пунктов вокруг города и заставили китайские дивизии отступить. 
Надеясь всё же захватить Наньчан, Чан Кайши приказал китайским дивизиям вернуть город к 5 мая. Следуя этому приказу, китайские соединения начали новое наступление, но японцы, получив подкрепления, отразили их удар. После нескольких дней напряженных боев и тяжелых потерь китайские войска 9 мая были вынуждены отступить.

## Результаты
Китайцы потеряли 51 328 убитыми и ранеными, японцы — 24 000. Падение Наньчана позволило японцам укрепить контроль над провинциями Цзянси и Хунань.